# Payload (máy tính)
Trong điện toán và truyền thông, payload là phần dữ liệu thực sự được truyền đi của một gói tin giữa hai phía, mà không chứa dữ liệu giao thức hay siêu dữ liệu - phần chỉ được gởi đi để dùng cho việc chuyên chở payload. Payload thường là văn bản, dấu hiệu hay âm thanh. Payload thường nằm dưới phần đầu (header), và tùy theo giao thức mạng có thể có thêm phần cuối (trailer).

## An ninh máy tính
Trong an ninh máy tính, payload là một phần của một malware như sâu máy tính hoặc virus, một đoạn code được chạy trên máy nạn nhân, dùng để thực hiện một số hoạt động độc hại nào đó, như hủy bỏ dữ liệu, gởi spam hay mã hóa dữ liệu. Thêm vào payload, những malware như vậy có thêm overhead code để lan truyền nó, hay để tránh bị nhận diện.

## Lập trình
Trong lập trình máy tính, thuật ngữ này được sử dụng, để phân biệt giao thức overhead với dữ liệu thực tế. Ví dụ: phản hồi JSON của dịch vụ web có thể là:
```
{
  

   
"data"
:{
  

      
"message"
:
"Hello World!"

   
}

}

```

Đoạn "Hello, world!" là payload, trong khi phần còn lại là giao thức overhead.

## Mạng máy tính
Trong mạng máy tính dữ liệu được vận chuyển là payload, thường được gói trong một frame, bao gồm framing bít và một frame check sequence.. Thí dụ là Ethernet frame, Point-to-Point Protocol (PPP) frame, Kênh sợi quang frame, và V.42 modem frame.